# 17694 Їранек
17694 Їранек (17694 Jiránek) — астероїд головного поясу, відкритий 4 березня 1997 року.
Тіссеранів параметр щодо Юпітера — 3,301.